# Peintures à la bouche (Art & Language)
Les Peintures à la bouche (anglais : Painting by mouth) constituent une série de trois peintures représentant des femmes nues réalisées en 1981 par le collectif d'artistes conceptuels britanniques Art and Language.

## La série desPeintures à la bouche
Le sujet pornographique de la série des tableaux de femmes peints à la bouche la distingue de la série des Ateliers des artistes, eux-mêmes peints à la bouche un an plus tard. Ces deux séries de tableaux sont néanmoins usuellement désignées par les artistes d'Art & Language avec l'acronyme PBM. Ces trois peintures, vues par les artistes comme un défi pour subvertir les notions, de compétence associée aux peintures expressionnistes, ainsi que de pornographie, serviront d'introduction à l'opéra Victorine (1983).
Cette série représente des femmes nues ayant subi des violences. Ces trois tableaux prennent pour modèle des tableaux devenus des classiques de l'histoire de l'art :
- La Femme au perroquet de Gustave Courbet ;
- La Mort du jeune Bara de Jacques-Louis David ;
- Le Rêve, Vénus et Psyché de Gustave Courbet.

| Titre | Emplacement                                                                  | Ville      | Pays     | Technique       | Dimensions (cm) | Année | # | Illus. |
| --- | ---------------------------------------------------------------------------- | ---------- | -------- | --------------- | --------------- | ----- | - | ------ |
| Raped and Strangled by the Man who forced her into Prostitution: A Dead Woman; drawn and painted by mouth | Château de Montsoreau - musée d'Art contemporain Collection Philippe Méaille | Montsoreau | France   | Huile sur toile | 184 x 266       | 1981  | 1 |        |
| Attacked by an unknown Man in a City Park: a Dying Woman; drawn and painted by mouth                      | Musée d'Arts de Nantes Collection Toni Grand                                 | Nantes     | France   | Huile sur toile | 184 x 266       | 1981  | 2 |        |
| A Man battering his Daughter to death as she sleeps; drawn and painted by mouth                           | Collection particulière                                                      |            | Belgique | Huile sur toile | 184 x 266       | 1981  | 3 |        |